# Cyn
Cynthia Nabozny (13 de mayo de 1993, Míchigan), conocida como Cyn y estilizado CYN, es una cantante y compositora estadounidense.

## Vida y carrera
Cyn nació el 13 de mayo de 1993 en Míchigan. Después de fallar en conseguir entrar al programa de música de la Universidad DePaul, se graduó ahí mismo en Sistemas de Información de la Administración.
Fue descubierta artísticamente en 2015 por la cantante pop Katy Perry, se convirtió en su mentora y luego Perry le consiguió un contrato con Unsub, la discográfica que había fundado años antes junto con Capitol Records. La canción de Cyn que hizo que Perry y su equipo la tomaran en cuenta fue "Only With You", que había escrito sólo dos meses antes, en septiembre de 2015. Dos años después esa canción se lanzó como sencillo. "Together", su sencillo debut fue lanzado en julio de 2017. Ese año fue telonera de la gira de Katy Witness: The Tour, en las fechas realizadas en México.
Su EP debut "Mood Swing" fue lanzado en septiembre de 2019. Las siete canciones incluidas en este fueron producidas por Lars Stalfors y Matias Mora Cyn describió el álbum como un "parque parisiense" y que la mayoría de las canciones del álbum, incluyendo letras y melodía, están construidas alrededor de una sola frase, la "declaración de tesis". Después de esto, se lanzó una versión reinventada de su álbum debut titulado "Mood Swing (even more moodier)" en septiembre de 2020. Su canción "Drinks and Uh-Oh" fueron escritas y grabadas para la película de Promising Young Woman. La canción "Moment of Truth" fue parte de la banda sonora de la película animada Smallfoot. Después, su canción "New York" se publicó en octubre de 2020.
Se lanzó una canción para la banda sonora de la película  Birds of Prey titulada "Lonely Gun", también, se incluyó a la cantante en otra banda sonora, participó con la canción "I Can't Believe" de la película To All the Boys: P.S. I Still Love You.
El 17 de febrero de 2021, tuvo a su hijo Etienne Noel Newman con el director Kyle Newman.
En agosto de 2021, Cyn grabó una versión cover de "Kiss Me" originalmente de la banda Sixpence None the Richer, y fue incluido en la banda sonora de la película de Netflix He's All That.
En octubre de 2021, grabó una canción titulada "Wonderful" para Pokémon 25: The Album, la banda sonora por celebración del 25 aniversario de la franquicia japonesa Pokémon. Después ese mismo año, se incluyeron dos canciones suyas, "Always Safe" y "No Matter What", en la banda sonora de la película animada de Netflix y de Pokémon Los Secretos de la Jungla.

## Discografía

### Álbumes de estudio
| Título     | Detalles                                                                                         | Ref.        |
| ---------- | ------------------------------------------------------------------------------------------------ | ----------- |
| Mood Swing | - Publicado: 20 de septiembre de 2019 - Sello: Unsub Records - Formato: descarga digital, vinilo | Valley Girl |

### EPs
| Título                    | Detalles                                                                                 | Ref.   |
| ------------------------- | ---------------------------------------------------------------------------------------- | ------ |
| Mood Swing (even moodier) | - Publicado: 18 de septiembre de 2020 - Sello: Unsub Records - Formato: descarga digital | [ 14 ] |

### Sencillos
| Título                | Año  | Álbum                                                      | Ref.          |
| --------------------- | ---- | ---------------------------------------------------------- | ------------- |
| "Together"            | 2017 | Sencillos sin álbum                                        | [ 15 ]        |
| "Only With You"       | 2017 | Sencillos sin álbum                                        |               |
| "Alright"             | 2018 | Sencillos sin álbum                                        |               |
| "Believer"            | 2018 | Sencillos sin álbum                                        |               |
| "I'll Still Have Me"  | 2018 | Mood Swing                                                 | [ 16 ]        |
| "Terrible Ideas"      | 2019 | Sencillo sin álbum                                         | [ 17 ]        |
| "Holy Roller"         | 2019 | Mood Swing                                                 | [ 18 ]        |
| "Never-ending Summer" | 2019 | Mood Swing                                                 | [ 19 ]        |
| "I Can´t Believe"     | 2020 | Mood Swing                                                 | [ 20 ]        |
| "Drinks"              | 2020 | Promising Young Woman (Original Motion Picture Soundtrack) | [ 21 ] [ 22 ] |
| "New York"            | 2020 | Sencillo sin álbum                                         | [ 23 ]        |

### Otras Canciones
| Título            | Año  | Álbum                                                      | Ref.   |
| ----------------- | ---- | ---------------------------------------------------------- | ------ |
| "Moment of Truth" | 2018 | Smallfoot (Original Motion Picture Soundtrack)             | [ 24 ] |
| "Lonely Gun"      | 2020 | Birds of Prey: The Album                                   | [ 25 ] |
| "Uh-Oh"           | 2020 | Promising Young Woman (Original Motion Picture Soundtrack) | [ 22 ] |
| "Wonderful"       | 2021 | Pokémon 25: The Album                                      | [ 26 ] |
| "Kiss Me"         | 2021 | He's All That (Music From The Netflix Film)                | [ 27 ] |
| "Always Safe"     | 2021 | Music from Pokémon the Movie: Secrets of the Jungle        | [ 28 ] |
| "No Matter What"  | 2021 | Music from Pokémon the Movie: Secrets of the Jungle        | [ 28 ] |

## Listados de Popularidad

### Artista
| Next Big Sound | Fecha Debut        | Pico más alto | Fechan de pico       | Semanas en el listado |
| -------------- | ------------------ | ------------- | -------------------- | --------------------- |
| CYN            | 23 de mayo de 2020 | 8             | 22 de agosto de 2020 | 3                     |

### Canciones
| Pop Airplay | Fecha Debut         | Pico más alto | Fecha de pico       | Semanas en el listado |
| ----------- | ------------------- | ------------- | ------------------- | --------------------- |
| Drinks      | 20 de junio de 2020 | 29            | 25 de julio de 2020 | 8                     |